# L'Alt Maestrat, Tinença de Benifassà, Turmell i Vallivana
L'Alt Maestrat, Tinença de Benifassà, Turmell i Vallivana este o arie protejată (arie de protecție specială avifaunistică — SPA) din Spania întinsă pe o suprafață de 96.483,61 ha, integral pe uscat.

## Localizare
Centrul sitului L'Alt Maestrat, Tinença de Benifassà, Turmell i Vallivana este situat la coordonatele 40°33′09″N 0°00′16″W / 40.5525°N 0.0044°V.

## Înființare
Situl L'Alt Maestrat, Tinença de Benifassà, Turmell i Vallivana a fost declarat arie de protecție specială avifaunistică în mai 2000 pentru a proteja 1 specie de plante și 37 de specii de animale.

## Biodiversitate
Situată în ecoregiunea mediteraneană, aria protejată conține 23 de habitate naturale: Pajiști carstice calcaroase sau bazofile, de Alysso-Sedion albi, Pante stâncoase calcaroase cu vegetație casmofită, Matorral arborescenți cu Juniperus spp., Pajiști umede mediteraneene cu ierburi înalte de Molinio-Holoschoenion, Izvoare petrifiante cu formare de travertin (Cratoneurion), Galerii de Salix alba și de Populus alba, Ape puternic oligomezotrofe cu vegetație bentonică cu Chara spp., Galerii și tufărișuri riverane sudice (Nerio-Tamaricetea și Securinegion tinctoriae), Lande oro-mediteraneene cu formațiuni endemice de grozamă, Formațiuni stabile xerotermofile de Buxus sempervirens pe pante stâncoase (Berberidion p.p.), Râuri mediteraneene cu debit permanent cu specii de Paspalo-Agrostidion și galerii riverane de Salix și de Populus alba, Pajiști alpine și subalpine calcaroase, Pseudostepă cu ierburi și specii anuale de Thero-Brachypodietea, Păduri mediteraneene de Taxus baccata, Păduri endemice cu Juniperus spp., Păduri de pin (sub-) mediteraneene cu pini negri endemici, Păduri de Quercus ilex și Quercus rotundifolia, Râuri mediteraneene cu debit permanent și vegetație de Glaucium flavum, Grohotișuri termofile și vest-mediteraneene, Păduri iberice de Quercus faginea și Quercus canariensis, Tufărișuri termo-mediteraneene și de pre-deșert, Liziere de ierburi înalte hidrofile de câmpie și de nivel montan până la alpin, Păduri pe pante, grohotișuri și ravene de Tilio-Acerion.
La baza desemnării sitului se află mai multe specii protejate:
- plante (1): Apium repens
- păsări (26): fluierar de munte (Actitis hypoleucos), pescăruș albastru (Alcedo atthis), fâsă-de-câmp (Anthus campestris), acvilă de munte (Aquila chrysaetos), stârc cenușiu (Ardea cinerea), buha (Bubo bubo), pasărea ogorului (Burhinus oedicnemus), ciocârlie-cu-degete-scurte (Calandrella brachydactyla), caprimulg (Caprimulgus europaeus), șerpar (Circaetus gallicus), erete cenușiu (Circus pygargus), presură de grădină (Emberiza hortulana), șoim călător (Falco peregrinus), Galerida theklae, vulturul pleșuv sur (Gyps fulvus), Hieraaetus fasciatus, acvilă pitică (Hieraaetus pennatus), ciocârlie de pădure (Lullula arborea), ciocârlie de bărăgan (Melanocorypha calandra), gaia neagră (Milvus migrans), vultur egiptean (Neophron percnopterus), Oenanthe leucura, corcodel mare (Podiceps cristatus), Pyrrhocorax pyrrhocorax, turturică (Streptopelia turtur), silvie de tufiș (Sylvia undata)
- mamifere (6): liliac cârn (Barbastella barbastellus), vidră de râu (Lutra lutra), liliac cu aripi lungi (Miniopterus schreibersii), liliac cu urechi de șoarece (Myotis blythii), liliac comun (Myotis myotis), liliacul mediteranean cu potcoavă (Rhinolophus euryale)
- nevertebrate (2): Austropotamobius pallipes, Graellsia isabellae
- pești (2): Chondrostoma toxostoma, Rutilus arcasii
- reptile (1): Mauremys leprosa

Pe lângă speciile protejate, pe teritoriul sitului au mai fost identificate 1 specie de plante, 2 specii de mamifere.